# Dipoenura cyclosoides
Dipoenura cyclosoides là một loài nhện trong họ Theridiidae.
Loài này thuộc chi Dipoenura. Dipoenura cyclosoides được Eugène Simon miêu tả năm 1895.